# Cartoons
Die Cartoons, auch bekannt als Cartoons DK, waren eine dänische Bubblegum-Dance- und Country-Pop-Band, die vor allem für ihr Eurodance-Cover des Songs Witch Doctor von Ross Bagdasarian (Platz zwei im Vereinigten Königreich) und den Titel DooDah! (Platz sieben im Vereinigten Königreich), beide aus dem Jahr 1998, sowie für ihre ausgefallenen Plastikkostüme und Perücken, die bei den Live-Auftritten als Karikaturen der amerikanischen Rock'n'Roll-Stars der 1950er-Jahre verwendet wurden, bekannt wurden.

## Bandgeschichte
Die Cartoons hießen ursprünglich Ende der 1980er Jahre The Scooters und spielten Rockabilly-Musik aus den 1950er und 1960er Jahren. 1994 veröffentlichten The Scooters das Album Live at Woodstock. 1997 änderte die Gruppe ihren Namen in Cartoons und begann „Technobilly“ zu spielen, Rock ’n’ Roll gemischt mit Eurodance. Das erste Album Toonage erschien 1998 und erreichte Platz 17 der britischen Charts. Es wurde 1999 als More Toonage wiederveröffentlicht. 2000 erschien das zweite Album, Toontastic.
Die Band bestand aus Martin Østengaard alias Toonie (Haupt- und Hintergrundstimme), Jesper Dukholt alias Sponge (Saxophon, Keyboard und Bass), Erling Jensen alias Shooter (Gitarren und Hintergrundstimme), Dave Stevens alias Buzz (Kontrabass), Natasja Skov alias Puddy (Hintergrundgesang) und Karina Jensen alias Boop (Hintergrundgesang). Die Cartoons wurden von Kenneth Bager & Michael Pfundheller produziert.

## Diskografie

### Studioalben
| Jahr | Titel      | Höchstplatzierung, Gesamtwochen, AuszeichnungChartplatzierungen (Jahr, Titel, Platzierungen, Wochen, Auszeichnungen, Anmerkungen) | Höchstplatzierung, Gesamtwochen, AuszeichnungChartplatzierungen (Jahr, Titel, Platzierungen, Wochen, Auszeichnungen, Anmerkungen) | Höchstplatzierung, Gesamtwochen, AuszeichnungChartplatzierungen (Jahr, Titel, Platzierungen, Wochen, Auszeichnungen, Anmerkungen) | Anmerkungen                              |
| Jahr | Titel      | UK | SE | DK | Anmerkungen                              |
| ---- | ---------- | --- | --- | --- | ---------------------------------------- |
| 1998 | Toonage    | UK17 Gold · (19 Wo.)UK | SE12 Gold · (17 Wo.)SE | DK2 (38 Wo.)DK | Erstveröffentlichung: 24. September 1998 |
| 2001 | Toontastic | — | — | DK7 (7 Wo.)DK |                                          |

### Kompilationen
| Jahr | Titel           | Höchstplatzierung, Gesamtwochen, AuszeichnungChartplatzierungen (Jahr, Titel, Platzierungen, Wochen, Auszeichnungen, Anmerkungen) | Höchstplatzierung, Gesamtwochen, AuszeichnungChartplatzierungen (Jahr, Titel, Platzierungen, Wochen, Auszeichnungen, Anmerkungen) | Höchstplatzierung, Gesamtwochen, AuszeichnungChartplatzierungen (Jahr, Titel, Platzierungen, Wochen, Auszeichnungen, Anmerkungen) | Anmerkungen                       |
| Jahr | Titel           | UK | SE | DK | Anmerkungen                       |
| ---- | --------------- | --- | --- | --- | --------------------------------- |
| 2005 | Greatest Toons! | — | — | DK20 (4 Wo.)DK | Erstveröffentlichung: 2. Mai 2005 |

### Singles
| Jahr | Titel Album             | Höchstplatzierung, Gesamtwochen, AuszeichnungChartplatzierungen (Jahr, Titel, Album, Platzierungen, Wochen, Auszeichnungen, Anmerkungen) | Höchstplatzierung, Gesamtwochen, AuszeichnungChartplatzierungen (Jahr, Titel, Album, Platzierungen, Wochen, Auszeichnungen, Anmerkungen) | Höchstplatzierung, Gesamtwochen, AuszeichnungChartplatzierungen (Jahr, Titel, Album, Platzierungen, Wochen, Auszeichnungen, Anmerkungen) | Anmerkungen |
| Jahr | Titel Album             | DE | UK | SE | Anmerkungen |
| ---- | ----------------------- | --- | --- | --- | ----------- |
| 1998 | DooDah! Toonage         | — | UK7 (13 Wo.)UK | SE10 Gold · (18 Wo.)SE |             |
| 1998 | Witch Doctor Toonage    | DE68 (5 Wo.)DE | UK2 Platin · (13 Wo.)UK | SE13 (11 Wo.)SE |             |
| 1998 | Yoko Toonage            | — | — | SE51 (1 Wo.)SE |             |
| 1999 | Aisy Waisy Toonage      | — | UK16 (9 Wo.)UK | — |             |
| 1999 | The X-Mas Single –      | — | — | SE43 (1 Wo.)SE |             |
| 2000 | Diddley-Dee Toontastic! | — | — | SE46 (3 Wo.)SE |             |

Weitere Singles
- 1998: Let’s Go Childish
- 2000: Mama-Loo
- 2001: Big Coconuts
- 2005: Day Oh

### Gastbeiträge
- 1999: Selv en dråbe (Benefiz-Single für Hilfsorganisationen im Kosovo)

## Auszeichnungen für Musikverkäufe
| Goldene Schallplatte - Belgien - 1998: für die Single DooDah | Platin-Schallplatte - Spanien - 1999: für das Album Toonage |

Anmerkung: Auszeichnungen in Ländern aus den Charttabellen bzw. Chartboxen sind in ebendiesen zu finden.
| Land/RegionAuszeichnungen für Musikverkäufe (Land/Region, Auszeichnungen, Verkäufe, Quellen) | Gold     | Platin     | Verkäufe | Quellen              |
| -------------------------------------------------------------------------------------------- | -------- | ---------- | -------- | -------------------- |
| Belgien (BRMA)                                                                               | Gold1    | —          | 25.000   | ultratop.be          |
| Schweden (IFPI)                                                                              | 2× Gold2 | —          | 55.000   | sverigetopplistan.se |
| Spanien (Promusicae)                                                                         | —        | Platin1    | 100.000  | elportaldemusica.es  |
| Vereinigtes Königreich (BPI)                                                                 | Gold1    | Platin1    | 700.000  | bpi.co.uk            |
| Insgesamt                                                                                    | 4× Gold4 | 2× Platin2 |          |                      |